# 이소선
이소선(李小仙, 1929년 12월 30일 (음력 11월 9일) ~ 2011년 9월 3일)은 대한민국의 노동운동가이자 민주화 운동가이다. 1970년 11월 13일 아들인 전태일이 평화시장 노동 조건 향상을 위해 활동하다 분신하자 이를 계기로 노동운동에 투신하였다. 노동운동가들을 자신의 자식처럼 대해 "노동자들의 어머니"라는 별칭을 얻었다. 민주화 운동 중에 희생된 사람들의 가족 모임인 전국민족민주유가족협의회를 만들고 초대 회장을 역임하였다.

## 어린 시절
이소선은 경상북도 달성군 성서면 감천리(현 대구광역시 달서구 본리동)에서 빈농인 이성조와 김분이 사이의 1남 2녀 중 막내 딸로 태어났다. 호적에는 1930년에 올렸다. 아버지는 "딸 아이를 보니 무릉도원에 온 것 같이 마음이 편안해 지고 아무 생각이 들지 않는다"며 이름을 소선(小仙)이라고 지었다. 이소선이 서너살 때 아버지 이성조는 항일 농촌 운동을 하다 일제에게 발각되어 끌려갔다. 이소선은 아버지가 산으로 끌려가 학살되었다고 회고하였지만, 관련 기록은 한국 전쟁을 거치며 소실되었다. 아버지가 죽은 뒤 소작할 땅마저 떼이자 가족들은 감천리에서 더 이상 살 수 없게 되었다. 어머니는 가족을 데리고 나오며 집에 불을 질렀다. 이소선은 평생 아버지가 없는 외로움을 느꼈다. 이소선의 가족은 산 속 상엿집에 머무는 등 이곳 저곳을 전전하다 와룡산 기슭의 홀어미 집에 더부살이를 하였다.
어머니 김분이는 이미 열넷이었던 장녀는 친정으로 보내고 아홉살 아들과 이소선을 데리고 이웃 마을인 다사면 박곡리 박실마을으로 후처 살이 재가를 하였다. 어머니는 해어진 이후로 큰 딸 이야기를 한 번도 하지 않았다. 이소선의 언니는 이미 시집을 갔기 때문에 어머니가 재가했다는 소문이 나면 좋지 않을 것 같아 그리하였다고 한다. 이소선의 언니는 슬하의 2남 3녀를 낳고 살다 1964년에 사망하였고, 이소선은 언니가 있는 줄도 모르고 살았다. 언니가 있었다는 것은 전태일의 동상 재막식 이후에 조카들이 찾아와 알게 되었다.
새아버지는 어머니 보다 20살이 많았다. 이소선은 어머니의 재가가 마음에 들지 않아 한번도 새아버지를 아버지라 부르지 않았다. 일제 말기에 오빠는 징용으로 끌려갔고 이소선은 공출을 위한 관솔가지 꺾기 등을 하며 어렵게 지냈다. 이소선은 학교에 가고 싶었지만 집에서 허락하지 않아 다닐 수 없었다. 한글은 어머니가 재가한 집안에 시집 온 분에게 배웠다. 이소선은 집안 몰래 일본이 세운 간이 학교(오늘날의 대구서재초등학교)를 다니는 친구들 틈에 섞여 들어가 구구단을 배웠지만 곧 들켜 매를 맞고 그만두게 되었다. 헤어진 오빠와는 해방이 되어서도 다시 만나지 못했고 36년 만에야 다시 만날 수 있었다.

## 근로정신대
태평양 전쟁이 한창이던 1945년 늦봄 열다섯살 이소선은 정신대에 끌려간다며 결혼을 재촉받았지만 결혼할 마음이 없었다. 결국 면사무소 직원이 명령서를 가져왔고 대구에 있는 방직공장으로 끌려갔다. 방직공장은 대마로 베를 짜서 군복을 만드는 곳이었다. 이소선은 콩깻묵과 옥수수에 밀가루를 섞은 주먹밥을 먹으며 하루 14시간씩 일했다. 일은 방적기가 쉼 없이 돌아가도록 실을 이어주는 것이었고, 공장 안은 먼지가 뿌옇고 햇빛도 들지 않아 불결하였다. 함께 작업하던 여성이 기계에 빨려 들어가 사망하는 사고도 있었다.
이소선은 매일 매를 맞고 죽을 위험을 겪으며 공장 일을 할 수 없다고 생각하고 도망을 쳤다. 공장 감시자가 쫓아왔지만 숨겨 주는 사람이 있어 도망칠 수 있었다. 도망쳐 고향에 돌아온 이소선은 잠시 동안 산 속에 숨어 살았다.

## 결혼
이소선은 1947년 전상수와 결혼하였다. 전상수의 아버지는 대구시 남산동에서 포목상을 하였다. 전상수는 의류 제조 공장에 다니다 9월 총파업과 대구 10·1 사건에 가담하였다. 미군정과 경찰의 잔혹한 탄압으로 사건이 마무리 된 후 공장으로 돌아가지 못하고 재봉틀을 마련하여 직접 옷을 만들어 팔았다. 이소선은 중매로 결혼하였고 결혼 전에야 신랑의 얼굴을 처음 보았다. 이소선은 남편에게 그리 정이 가지 않았다. 1948년 음력 8월 24일 첫 아들 전태일을 낳았다. 전태일을 갖을 때 잉어가 구슬을 가슴에 안겨주는 태몽을 꾸었다고 한다.
전상수는 여러 사업을 크게 벌리다 일이 어렵게 되자 가족을 데리고 부산으로 갔다. 한국 전쟁 직전이었다. 이소선은 둘째를 임신한 상태에서 자갈치시장에서 지냈다. 1950년 6월 15일 둘째 전태삼을 낳았다. 집도 없이 시장에서 지내다 전상수가 포목점에 취직하여 지낼 곳을 마련할 수 있게 되었다. 부산에서 피란 생활을 하면서 잠시 장사가 잘 되어 비교적 평온한 삶을 산 적도 있지만 공장을 크게 늘린 일이 잘못되어 가세가 기울었다. 장마철 큰 비에 창고 지붕이 무너져 재료를 모두 못쓰게 된 것이다. 전상수는 점점 술에 취해 폭력적으로 변해갔고, 일이 풀리지 않아 빚을 지면 가재를 모두 팔아 정리하고 가족을 길바닥에 둔채 자취를 감추기 일쑤였다. 1953년 셋째 전순옥이 태어났다.

## 상경
전쟁이 끝나고 남편 전상수는 사업 기회를 보려 서울로 상경하였고 그 사이 시아버지가 사망하였다. 아이들을 끌고 무작정 상경한 이소선은 염천교 근처에서 가족과 노숙하였다. 남편이 일자리를 구하지 못하자 이소선은 고등어의 배를 따는 일을 하고 얻은 품삯으로 시래기를 사서 국을 끓이고 아이들을 먹였다. 집이 없어 남의 집 처마 밑에서 잤고, 일을 구하지 못할 때에는 걸식을 했다.
| “ | 내가 밥을 구해오면 태삼이가 이런다. 엄마, 우리 밥은 왜 색깔이 뻘겋고 까맣고 여러 색깔이냐고 물어. 이집 저집에서 얻어오니 콩밥도 있고, 보리밥도 있고 하니 울긋불긋 하지 않았겠냐. 그 말을 들으니 막 설움이 치받아 올라오는 거야. 여기 가슴에서. | ” |
|   | — 이소선 |   |

전상수는 어렵사리 다시 자리를 잡고 술도 끊고 일을 했다. 남편이 남대문 시장에서 일하는 사이 이소선은 아이들을 데리고 미아리 공동묘지 앞이며 도동으로 옮겨다니며 살았다. 열심히 일을 해서 1년 만에 판잣집을 장만했고 다시 공장을 차렸다. 이 즈음 막내 전순덕이 태어났고 전태일은 초등학교에 정식으로 입학하였다. 그러나 4.19 혁명 즈음 있었던 큰 규모의 학교 체육복 납품 과정에서 브로커가 대금을 가로채 잠적하자 집안은 다시 주저 앉았다. 전상수는 도망다녔고 이소선은 신경 쇠약에 걸려 밤마다 집 밖을 헤맸다.
아버지가 사라지고 어머니가 병약해지자 집안의 살림은 전태일이 꾸려야했다. 전태일은 초등학교를 그만두고 신문팔이며 삼발이 장사를 했지만 시원치 않았다. 받아온 삼발이 값을 치뤄야 하는 월말이 되자 어찌 할 바를 모르게 된 전태일은 무작정 가출하였다.

## 대구 생활
서울에서 다시 이리 저리 떠도는 생활을 하던 가족은 시형의 권유에 못이겨 대구의 시댁으로 내려갔다. 전태일은 부산까지 떠돌다 비쩍 마른 모습으로 대구에 왔다. 대구에서 다시 모인 가족은 다시 재봉일을 하며 살았고 정식으로 국민학교 졸업을 하지 못한 전태일은 청옥고등공민학교에 입학하였다. 전태일은 스스로 쓴 수기에서 이 학교에 다니던 시절을 가장 행복했던 시기로 기억했다. 그러나 전상수의 사업은 결국 망했고 다시 술에 의지하게 되었다. 이소선은 술에 취해 아이들을 때리는 전상수를 보며 절망을 느꼈다. 전상수가 집을 나가 버리자 남은 가족들은 꼼짝없이 굶게 되었다. 1964년 이소선은 일을 구하기 위해 홀로 서울로 상경하였다.

## 홀로 서울로
이소선이 서울에 올라와 일을 알아보는 사이 대구에선 아버지의 매질에 견딜 수 없던 전태일이 동생 순덕이를 데리고 상경하였다. 전태일은 순덕을 버리려고 하였으나 차마 그러지 못하고 시청 미아보호소에 맡겼다. 그 사이 이소선은 식당에서 허드렛일을 하며 예전 서울 살 때 알았던 남산 판자촌의 지인에게 얹혀 살았다. 전태일이 그 집을 물어 물어 찾아와 이소선이 일하는 식당 앞에 나타났다. 모자는 다시 만나게 되어 끌어 안고 울었다. 식당에서 고되게 일하던 이소선은 어느날 심하게 하혈을 하였고 그 길로 식당일을 그만 두게 되었다.
하혈 때문에 병원에 입원하게 되자 식당에서 번 돈은 모두 병원비로 쓰였다. 이소선은 병원을 나온 뒤 시장에서 우거지를 주워 삶아 팔았다. 이소선과 함께 살게 된 전태일은 남대문시장을 돌며 구두닦이며 신문팔이를 하며 지냈다. 그러던 어느날 거지들 틈에서 동생 전태삼을 발견하였다. 전태삼은 어머니와 형을 찾아 무작정 서울로 온 뒤 거지들과 함께 살고 있었다. 이후 전태일은 남대문에서 돈을 벌고 태삼은 달동네의 물지게를 지어 생계를 도왔다. 전태일은 아동보호소에 맡긴 순덕이를 찾아오기 위해서라도 집을 마련하고 싶었고 평화시장의 미싱 보조가 되었다. 가족은 지인 집 마루에 자리를 마련하고 지내고 있었다.
이소선은 지인의 집에 남편이 다녀갔다는 소리를 듣고는 그 길로 집을 나와버렸다. 서울중앙시장에서 배추 잎을 주워 살며 거지들 틈에서 지냈다. 이소선은 중앙시장에서 신임을 얻어 노점을 열 수 있게 되었고 전태일은 평화시장에서 월급을 받게 되니 다시 집을 장만하고 함께 살 희망이 생겼다. 그러던 어느날 전태일은 수제비집에서 우연히 동생 순옥이를 만났다. 전순옥은 아버지가 서울에 올라 올 때 따라 왔다.

## 다시 모인 가족

이소선 가족이 살던 쌍문동 208번지 판잣집. 전태일이 지었다.

전상수는 서울중부시장에서 일자리를 얻고 가족을 찾고 있었다. 이소선은 남편과 사는 것이 싫었지만 전상수가 다신 술을 마시지 않겠다고 다짐하여 남산동 50번지 무허가 판잣집을 셋방으로 얻고 다시 가족이 모여 살게 되었다. 아동보호소에서 대려온 순덕이는 얼마나 호되게 당했는 지 웃음이 싹 사라져 있었고 새벽에 홀로 깨서 머리를 빗고 앉았다. 그렇게 하지 않으면 선생님께 혼났다고 한다. 그러나 전상수는 얼마 지나지 않아 다시 술을 마시기 시작했다. 남산동 살림은 오래 가지 못했다. 1966년 판자촌에 불이나 이재민이 된 것이다. 이소선은 그 때의 충격으로 눈이 멀었고 이웃의 권유로 교회에 나가기 시작했다. 멀었던 눈은 차츰 돌아왔고 모든 식구가 기독교 신자가 되었다.
당국은 이재민에게 천막 하나를 주고 도봉동 개울가로 내몰았다. 이소선의 가족은 쌍문동 공동묘지 근처 208번지로 이사하였다. 이소선이 살던 쌍문동 집은 무허가 판잣집이었다. 간혹 단속반이 와서 헐고 갔기 때문에 시멘트 블럭만을 쌓아 올려 벽을 만들었다가 헐리면 다시 세웠다. 전태일은 단속반이 집을 헐며 블럭을 부수면 다시 사야하기 때문에 단속반이 온다는 소리를 들으면 미리 집을 헐어 두었다고 한다. 이 무렵 전태일은 평화시장의 미싱사가 되었으며 동생 순옥이 만한 어린 소녀들이 퀴퀴한 다락방에서 쉴 새 없이 일하다 폐병을 앓는다고 안타까워 했다. 전태일은 공장에서 있었던 일을 어머니께 자세히 말하곤 했다.
전태일은 평화시장의 노동 조건 개선을 위해 친구들과 자신의 집에 모여 앉아 많은 이야기를 하였다. 여러 사람이 앉아야 해서 전태일은 단속반 때문에 집을 헐었다 지을 때마다 방을 조금씩 넓혀 지었다. 쌍문동 판잣집은 1980년 재개발 때 철거되었다. 1969년 6월 남편 전상수는 지병으로 사망하였다.

## 아들의 죽음
| “ | 어머니, 내가 못다 이룬 일 어머니가 꼭 이루어주십시오. | ” |
|   | — 전태일의 유언                                       |   |

전태일의 장례식에서 영정을 안은 이소선

1970년 11월 13일 오후 1시 30분경 아들 전태일이 평화시장 앞 거리에서 "근로기준법을 준수하라", "우리는 기계가 아니다", "일요일엔 쉬게 하라"와 같은 구호를 외치며 분신하였다.  이소선은 구역 예배를 돌고 있다 동네 주민이 건네준 라디오에서 나오는 뉴스를 듣고 이 사실을 알았다.  전태일은 국립의료원에서 명동 성모병원 응급실으로 옮겨졌지만 이미 가망이 없었다. 전태일은 달려온 친구들과 어머니에게 자신이 못다 한 일을 이루어 달라고 부탁하였다. 전태일은 이소선에게 거듭 어떤 유혹에도 굴하지 말고 자신의 부탁을 들어 달라 간청하였고 이소선은 "내 몸이 가루가 되어도 니가 원하는 거 끝까지 할 거다!"라고 크게 대답하였다. 그날 오후 10시 전태일은 "배가 고프다"는 말을 남기고 요절하였다.
전태일의 사망 후 경찰과 노동청 등 관계 당국은 서둘러 장례를 치를 것을 요구하며 회유하였다. 그러나 이소선은 아들이 요구한 사항을 받아들이지 않으면 장례를 치를 수 없다고 버텼다. 갖은 협박과 회유를 거부하고 기어코 요구 사항을 실현하겠다는 약속을 받고 노동조합 사무실을 준비하는 것을 확인하고서야 장례를 치렀다.
아들 전태일의 죽음 후 이소선은 아들의 뜻을 실현하기 위해 헌신하였다. 11월 18일 장례를 치르고 11월 27일 전국연합노조 청계피복지부를 결성하였다. 청계피복노조는 1998년 서울의류노동조합과 합쳐져 해산할 때까지 대한민국 노동운동의 상징이었다.

## 노동자의 어머니
| “ | 북괴에서는 김일성을 모두 아버지라고 하는데 남한에서는 이소선을 모두 어머니라고 부르니 이소선도 "빨갱이"가 분명하다. | ” |
|   | — 1980년 이소선을 심문하던 수사관                                                                                   |   |

이소선은 노동운동을 시작한 후 노동교실을 열고 노동자를 교육하고 동시에 유신정권에 저항하는 민주화 운동도 함께 하였다.
청계피복노조는 1972년에는 새마을노동교실을 열었고 1975년에는 노동시간 단축투쟁을 벌였으며 1980년 전두환 정권이 강제 해산 시켰지만 법외 노조로서 버텼다. 1985년 대우어페럴 노조에서 시작된 구로동맹파업에도 적극 참여하였고, 1986년에는 대통령 직선제를 요구하는 민주화 운동에 앞장섰다. 청계피복노조는 1988년 다시 합법화되었다.
이소선은 또한 민주화 운동에도 적극 참여하였다. 1975년 박정희 정권이 인혁당 사건을 조작하고 관련자들을 서둘러 사형시킨 뒤 화장시키려 하자 그 앞을 막아선 사람도 이소선이었다. 이소선은 헌옷을 팔아 생계를 꾸리면서도 노동운동가나 민주화 운동가가 수배를 당하면 그를 숨겨주고 먹이고 재웠다. 수 많은 민주화 운동 활동가들이 이소선의 도움을 받았으며 그로인해 훗날 대통령이 된 김대중에서부터 평화시장의 어린 시다까지 이소선을 어머니라 불렀다. 전태일의 장례를 도왔던 장기표가 수배 받아 장독대에 숨겼고 조영래를 숨겨줄 때에는 주변으로부터 다 늙어 서방질을 한다는 오해까지 받았다. 이소선의 판잣집을 거쳐간 사람들은 훗날 대통령이며 장관이 되기도 했지만 이소선은 늘 현재의 노동자 편에 서고자 했다. 또한 1986년에는 민주화유가족협의회를 결성하고 초대 회장을 역임하였다.
이소선은 노동운동가들이 《전태일평전》을 읽고 그 길에 뛰어들었다는 말을 하면 무척이나 마음 아파했다. 이후로도 계속되는 노동자의 분신과 자살이 있을 때마다 마치 자신이 죄가 있어 그런 것이라 생각했다. 그래서 어디를 가서 이야기를 하던 제발 살아서 싸워라 살아서 싸우고 살아서 바꾸라고 이야기 했다. 1986년 신흥정밀 노동자 박영진이 분신했다는 소식이 전해지자 이소선은 병원으로 달려갔다. 중환자실을 막고선 형사들에게 내 아들이라고 소리치며 들어가 손을 잡고 "죽지 말고 살아서 싸워야지 왜 그랬냐"고 하여 주위의 사람들을 숙연케 하였다.
이소선은 노동운동과 민주화 운동 과정에서 희생된 수 많은 사람들의 장례위원을 지내기도 하였다. 2003년 두산중공업의 노동자 배달호가 분신 사망하였을 때에도 장례위원을 지냈고, 노무현 전 대통령의 장례에도 장례위원을 지냈다. 이소선은 원진레이온 사태 때부터 노무현과 인연을 맺었고, 이석규 장례투쟁에서는 함께 장례위원을 지내기도 하였다.
이소선은 노동운동과 민주화 운동 과정에서 스스로도 체포 구금 실형 등을 받으며 많은 고초를 겪었다. 함께 활동한 아들 전태삼과 이소선이 모두 감옥에 들어가면 며느리 윤매실이 가족을 돌봐야 하였다. 이소선은 자신 보다 아들의 형이 더 크게 나오면 상심하기도 하였지만 기독교에 대한 신앙은 그를 붙잡아 두는 힘이 되었다.

## 말년
이소선은 80세의 고령에도 계속하여 부르는 곳이면 마다 않고 참석하였다. 그러나 부른 사람들의 귀에 듣기 좋은 소리만을 하지는 않았다. 2006년 11월 전국노동자대회에서 전태일노동상의 시상을 마치고 내려가다 다시 마이크를 붙잡고 "입으로만 노동자는 하나라고 외치면 뭐 하냐. 가장 밑바닥에서 소외받고 고통당하는 비정규직을 나 몰라라 해서 어찌 민주노총이라 할 수 있냐 …… 손잡고 싸우지 않으면 얼마 못 가 정규직도 비정규직 신세가 될 것"이라고 소리쳤고  늘 노동자의 하나된 단결을 강조했다. 2009년 전태일 39주기 추모식에 민주노총과 한국노총이 함께 플래카드에 이름을 올리자 이제 되었다며 무척 기뻐하였다. 1997년 외환위기 이후 이소선은 늘 일자리 나누기와 노동시간 단축으로 위기를 고용문제를 극복하자고 주장하였다.
이소선은 2011년 7월 18일 심장마비로 입원하였다. 바로 그 때까지도 이소선은 김진숙의 고공농성을 지지하기 위한 희망버스를 타고 창원으로 내려가려고 하였다. 그해 1월에는 김진숙에게 보내는 영상 편지를 통해 살아서 싸워야지 죽으면 안된다고 당부하기도 하였다. 2011년 9월 3일 이소선은 결국 회복되지 못하고 별세하였다. 장례는 9월 7일 유가족과 노동계를 비롯한 많은 시민이 함께 하는 가운데 민주사회장으로 치러졌으며 마석 모란공원에 있는 전태일 묘소의 뒷편에 묻혔다. 이소선의 민주사회장에는 민주노총과 한국노총 모두가 장례위원으로 참여하였다.

## 평가
국회의원이 된 딸 전순옥은 어머니를 10대에서 70대까지 누가 찾아와도 반갑게 맞이하던 따듯한 사람으로 기억하면서 스스로도 민주화 운동 시절 경찰서에서 취조 받으며 존경하는 인물을 물으면 늘 어머니라고 대답했다고 회고하였다. 《가톨릭 신문》은 이소선의 삶을 아들 예수를 잃은 성모 마리아의 삶에 비견하였으며 노제에 참석한 박원순 당시 희망제작소 상임이사는 "이소선 어머니는 비가 오나 눈이 오나 약자들 편에 서셨다"고 추모하였다.

## 수상
- 1975년 11월 영등포도시산업선교회 창립 7주년 공로상[40]
- 1988년 6월 선한마리아인상[40]
- 1990년 4월 사월혁명상[66]

## 연표
전태일재단이 정리한 이소선의 연표
- 1929년 11월 9일(양력 12월 30일) 경북 달성군 성서면 감천리에서 태어남.
- 1933년경 아버지 이성조씨, 항일독립운동에 가담했다는 이유로 일제에 의해 학살됨.
- 1934년경 어머니 김분이씨, 성서면 박곡동 박서면의 정씨마을로 개가 함.
- 1945년 늦봄 정신대에 끌려감. (대구의 방직공장)
- 1945년 여름 정신대에서 탈출, 8·15해방을 맞음.
- 1947년 여름 전상수씨(1924년 12월 7일생)와 혼인.
- 1948년 8월 6일(음력)	장남 태일 태어남.
- 1950년 6월 15일(음력) 차남 태삼 태어남.
- 1954년 5월 5일(음력)	장녀 순옥 태어남.
- 1960년 4월 15일(음력) 차녀 순덕 태어남.
- 1964년 2월 단신으로 서울로 올라옴.
- 1969년 6월 남편 전상수씨 사망.
- 1970년 2월 20일 동화상가에 '후생식당'개소, 노동자를 위해 국수를 삶는 일에 종사.
- 1970년 11월 13일 장남 전태일 평화시장 앞길에서 노동자의 권익쟁취를 부르짖으며 분신 이때부터 노동운동에 뛰어듬.
- 1970년 11월 27일 청계피복노조 결성. 노조 고문에 추대됨.
- 1970년 12월 21일 청계피복노조에 대한 당국의 탄압에 항의. 집단자살을 기도. 경찰에 연행됨.
- 1973년 5월 21일 노동교실 개관. 함석헌선생을 초청했다는 이유로 탄압 받음.
- 1974년 4월 3일 민청학련 사건 발생. 수배중인 장기표씨 숨겨줌.
- 1975년 11월 23일 영등포도시산업선교회 창립 7주년을 맞이하여 공로상 받음.
- 1978년 9월 22일 동일방직 노동자들 기독교회관에서 연극 공연 뒤 시위. 여기에 참가하여 심한 구타를 당함.
- 1979년 8월 11일 YH노동자 신민당상에서 농성, 이날 새벽 김경숙 숨짐.
- 1980년 5월 17일 확대비상계엄, 계엄당국으로부터 수배당함.
- 1980년 10월 포고령위반 등으로 구속됨.
- 1980년 12월 14일 계엄사령관의 심사로 석방됨.
- 1981년 1월 6일 서울시로부터 청계피복노조 해산명령.
- 1981년 1월 30일 청계노조 간부와 조합원들, 해산명령에 항의하여 아프리에서 농성.
- 1981년 2월 2일 계엄 포고령, 집회 및 시위에 관한 법률위반등으로 구속. 징역 10월을 받음.
- 1981년 11월 13일 전태일기념관건립위원회 발족.(전태일기념사업회 전신)
- 1981년 12월 만기 출소.
- 1984년 4월 8일 청계피복노조 복구. 노조 고문.
- 1985년 9월 19일-10월 24일 청계노조 1,2차 합법성 쟁취 대회.
- 1985년 11월 청계노조 해산 명령.
- 1985년 12월 12일 민주화실천가족운동협의회 공동의장.
- 1986년 3월 17일 박영진 분신. 유언을 들음.
- 1986년 여름 지하철에서 쓰러짐.
- 1986년 8월 12일 전국민주화운동유가족협의회 창립. 회장에 선임됨.(93년까지)
- 1987년 6월 6일 항쟁에 참가.
- 1987년 7월 12일 청계노조 사무실 탈환코저 진입하다 경찰한테 맞아 실신, 병원에 입원.
- 1987년 7월 15일 청계노조 사무실 탈환함.
- 1987년 8월 27일 거제도에서 대우조선 노동자 이석규의 장례식에 참석하다가 경찰의 수배를 받음.
- 1988년 6월 26일 선한마리아연합장로교회 창립 14주년을 맞아 선한마리아인상 수상함.
- 1988년 10월 17일-89년 2월 27일 유가족들과 함께 기독교회관에서 의문사진상 규명 농성 투쟁을 전개함.(135일간)
- 1988년 11월 13일 노동자 3만명 연세대에 모여서 전태일 18주기 추도식 거행.
- 1989년 1월 20일 전국민족민주운동연합 발족. 고문에 추대됨.
- 1989년 3월 범민족대회 판문점 예비회담 남측대표로 참가하려다 불구속 입건됨.
- 1990년 1월 22일 전국노동조합 협의회 발족. 고문에 추대됨.(95년까지)
- 1990년 2월 전민련 고문 사퇴.
- 1990년 4월 18일 사월혁명연구소 주최의 사월혁명상을 수상함.
- 1990년 8월 20일 박종철 고문치사 은폐지시 무죄선고 항의 치안본부에서 시위전개.(3일간)
- 1990년 12월 1일 회갑연.(서강대)
- 1991년 4월-5월 강경대 타살과 많은 분신 운명에 대한 항의 투쟁들을 전개함.
- 1991년 12월 1일 전국연합 고문 추대됨.
- 1992년 10월 17일 유가협 운영위원 선임됨.
- 1993년 5월 전국해고자 협의회 지원대책위 상임의장.
- 1994년 5월 1일 영화 전태일제작위원회 제작위원.
- 1995년 11월 18일 영화'아름다운 청년 전태일' 개봉 상영 참석.
- 1998년 4월-12월 19일 의문사 진상규명 및 명예회복 특별법 제정을 촉구 범국민 캠페인 참여, 고희연.(수유리 아카데미하우스)
- 1998년 10월 4일 의문사 진상규명 및 명예회복 특별법 제정을 촉구하며 국회 앞 농성.
- 1999년 12월 30일 의문사 진상규명 및 명예회복 법제정 422일간의 천막농성 끝남.
- 2000년 8월 비전향 장기수 범국민 환송 준비위원회 고문.
- 2000년 9월 한국전쟁전후 민간인 학살 진상규명과 명예회복을 위한 범국민위원회 고문.
- 2001년 9일 민주공원 추진위원회 위원.
- 2009년 구술일대기<지겹도록 고마운 사람들아> 출간.(후마니타스 펴냄, 오도엽 지음)
- 2011년 7월 18일 심장이상으로 병원 이송.
- 2011년 9월 3일 별세.

## 같이 보기
- 어머니 (2011년 영화)
- 마더 존스
- 전태일
- 전순옥
- 노동 운동

## 참고 문헌
- 오도엽, 《이소선 여든의 기억: 지겹도록 고마운 사람들아》, 후마니타스, 2008년 ISBN 978-89-9010-672-8
- 민종덕, 《노동자의 어머니 이소선 평전》, 돌베개, 2016년, ISBN 978-89-7199-743-7[1]
- 송언 글, 최호철 그림, 《모두가 내 아들이고 딸이야 노동자의 어머니 이소선》, 우리교육, 2006년, ISBN 978-89-8040-724-8
- 이소선, 《어머니의 길》, 돌베개, 1990년
- 김정남, 《이 사람을 보라 1 - 인물로 보는 한국 민주화운동사》, 두레, 2016년, ISBN 978-89-7443-105-1

1. ↑  전태일 재단은 민종덕의 책은 평전이라고 하기엔 모자라다는 입장을 발표한 바 있음 - 민종덕 씨의 이소선 어머니 관련 책 발간에 대한 전태일재단의 입장